# Anchonus
Anchonus är ett släkte av skalbaggar. Anchonus ingår i familjen vivlar.

## Dottertaxa tillAnchonus, i alfabetisk ordning[1]
- Anchonus abnormis
- Anchonus aegrotus
- Anchonus affaber
- Anchonus affinis
- Anchonus altarensis
- Anchonus alternans
- Anchonus alveolatus
- Anchonus amplicollis
- Anchonus angulatus
- Anchonus angulicollis
- Anchonus aratus
- Anchonus articulatus
- Anchonus asperatus
- Anchonus aspericollis
- Anchonus bicornis
- Anchonus biolleyi
- Anchonus bolivianus
- Anchonus brevipennis
- Anchonus brevis
- Anchonus brevisetis
- Anchonus buceros
- Anchonus callosus
- Anchonus carinatus
- Anchonus carinirostris
- Anchonus caveatus
- Anchonus celsus
- Anchonus cirratus
- Anchonus cirriger
- Anchonus clathratus
- Anchonus coarctatus
- Anchonus columbiacus
- Anchonus concretus
- Anchonus confidens
- Anchonus confinis
- Anchonus constrictus
- Anchonus cornutus
- Anchonus costaricensis
- Anchonus cribricollis
- Anchonus crinitus
- Anchonus cristatus
- Anchonus dejeani
- Anchonus delauneyi
- Anchonus denticulatus
- Anchonus diapyrus
- Anchonus dolosus
- Anchonus dubius
- Anchonus duryi
- Anchonus echinatus
- Anchonus elongatus
- Anchonus ericius
- Anchonus fasciculatus
- Anchonus favosus
- Anchonus femoralis
- Anchonus floridanus
- Anchonus foveifrons
- Anchonus fraterculus
- Anchonus fraudulentus
- Anchonus galapagoensis
- Anchonus gibbirostris
- Anchonus gracilis
- Anchonus granulatus
- Anchonus guildingi
- Anchonus helleri
- Anchonus hirsutus
- Anchonus hispidus
- Anchonus hopei
- Anchonus horridus
- Anchonus hystrix
- Anchonus immundus
- Anchonus impressus
- Anchonus inaequalis
- Anchonus incrassatus
- Anchonus indus
- Anchonus interruptus
- Anchonus intricatus
- Anchonus junix
- Anchonus kirschi
- Anchonus lafertei
- Anchonus lancifer
- Anchonus laticollis
- Anchonus leprosus
- Anchonus lherminieri
- Anchonus libertinus
- Anchonus lineatus
- Anchonus lixoides
- Anchonus luctuosus
- Anchonus madecassus
- Anchonus madidus
- Anchonus magister
- Anchonus marcidus
- Anchonus mediocris
- Anchonus mexicanus
- Anchonus mirus
- Anchonus modestus
- Anchonus monticola
- Anchonus morbillosus
- Anchonus morulus
- Anchonus nebulosus
- Anchonus neopinus
- Anchonus nodifer
- Anchonus nodiferus
- Anchonus nodipennis
- Anchonus nodosus
- Anchonus nodulosus
- Anchonus oblongus
- Anchonus obovatus
- Anchonus ocularis
- Anchonus ovatus
- Anchonus panamensis
- Anchonus pararius
- Anchonus pedestris
- Anchonus penicillatus
- Anchonus piliger
- Anchonus planipennis
- Anchonus planus
- Anchonus plicaticollis
- Anchonus porcatus
- Anchonus psittacus
- Anchonus pudens
- Anchonus puncticollis
- Anchonus quadrituberculatus
- Anchonus reticulatus
- Anchonus rudis
- Anchonus rufescens
- Anchonus rufipes
- Anchonus rufus
- Anchonus rusticus
- Anchonus salebrosus
- Anchonus sallei
- Anchonus scabrosus
- Anchonus serietuberculatus
- Anchonus serratus
- Anchonus setipes
- Anchonus setulosus
- Anchonus silvicola
- Anchonus simplex
- Anchonus sordidus
- Anchonus sphaericus
- Anchonus spiculosus
- Anchonus spinosus
- Anchonus subcarinatus
- Anchonus subcristatus
- Anchonus subspinosus
- Anchonus suillus
- Anchonus tardus
- Anchonus trossulus
- Anchonus tuberculirostris
- Anchonus validus
- Anchonus variolosus
- Anchonus verrucosus